# Natalija Trik FX
Наталија Трик Еф Икс (Земун, 16. мај 1971) српска је певачица и плесачица. Чланица је вокално-плесне групе Трик Еф Икс.

## Биографија
Наталија Ибраимов, девојачки Стајић, познатија као Наталија Трик Еф Икс, рођена је 16. маја 1971. године у Земуну, у Србији. У детињству се бавила плесом, била је вокал ансамбла „Бранко Радичевић” у Старој Пазови и учесница гитаријаде у Зрењанину. Гимнастиком се бавила 10 година. Завршила је Средњу пољопривредну школу.

## Каријера
Каријеру је започела у плесној групи Ђогани фантастико коју су водили Ђоле Ђогани и његова тадашња супруга Слађа Делибашић. Након одласка из групе Ђогани фантастико, Наталија и њен супруг Сани Ибраимов су основали вокално плесну групу Трик Еф Икс. Први јавни наступ су имали 1998. године на фестивалу Сунчане Скале у Херцег Новом, где су извели песму Температура.

## Приватни живот
Наталија и Сани су скоро три деценије у браку. Упознали су се 1993. године у групи Ђогани фантастико, где је Сани био кореограф, а Наталија ученица. После 6 месеци удварања, започели су везу. Пар се венчао 1995. године. Добили су сина Дејана 1996. године.

## Ријалити
Наталија је 2010. године постала један од учесника треће сезоне ријалити програма Фарма. Дошла је скоро до финала и изашла у претпоследњој недељи.
Почетком 2016. године, Наталија и Сани су постали део 7. сезоне ријалитија Фарма. Због Наталијиних здравствених тегоба и смртног случаја убрзо су прекинули учешће.
2019. године, Наталија и Сани су постали учесници 3. сезоне ријалити програма Задруга.